# Wolfgang Bebber
Wolfgang Bebber (* 4. April 1943 in Friedberg, Hessen) ist ein ehemaliger Rechtsanwalt und Politiker (SPD). Er war unter anderem Mitglied des Landtags von Baden-Württemberg.

## Leben
Nach dem Abitur in Friedberg studierte Wolfgang Bebber Rechtswissenschaften an der Universität Frankfurt am Main. Anschließend war er bis 1974 Bundestagsassistent bei Erhard Eppler. Bis 2003 war er selbständiger Rechtsanwalt in Heilbronn. Bebber lebt in Albstadt, ist verheiratet und hat ein Kind.

## Politik
Von 1980 bis 1996 war Bebber im Gemeinderat von Abstatt. Von 1981 bis 1994 war er Vorsitzender der SPD Heilbronn-Land und von 1989 bis 1996 Mitglied des Kreistages des Landkreises Heilbronn. Bereits 1984 war Bebber in den Landtag von Baden-Württemberg gewählt worden. Er gehörte ihm bis April 2003 fast fünf Legislaturperioden an und war dort rechtspolitischer Sprecher der SPD-Landtagsfraktion. Er wurde stets über ein Zweitmandat im Wahlkreis Eppingen in den Landtag gewählt. Für ihn rückte im Mai 2003 Ingo Rust in den Landtag nach.